# Luik-Bastenaken-Luik U23
Luik-Bastenalen-Luik U23 is een eendagswedstrijd in Wallonië, België. De wedstrijd is ontstaan in 1986 en wordt gereden eind april, begin mei. Hij is voorbehouden aan renners jonger dan 23 jaar. Enkel in 2007 maakte hij deel uit van de UCI Nations Cup U23.

## Lijst van winnaars

### Meervoudige winnaars
| Overwinningen | Renner                   | Jaren      |
| ------------- | ------------------------ | ---------- |
| 2             | Raivis Belohvoščiks      | 1995, 1996 |
| 2             | Michael Valgren Andersen | 2012, 2013 |

### Overwinningen per land
| Overwinningen | Land                                                                   |
| ------------- | ---------------------------------------------------------------------- |
| 10            | België                                                                 |
| 8             | Frankrijk                                                              |
| 4             | Nederland, Denemarken                                                  |
| 2             | Letland, Verenigd Koninkrijk, Verenigde Staten                         |
| 1             | Italië, Litouwen, Luxemburg, Oekraïne, Portugal, Slovenië, Wit-Rusland |